# Le Petit Dinosaure : Mo, l'ami du grand large
Pour les articles homonymes, voir Le Petit Dinosaure.
Série
La Pluie d'étoiles glacées
(2001) Les Longs-Cous et le Cercle de lumière
(2003)
Pour plus de détails, voir Fiche technique et Distribution.
Le Petit Dinosaure 9 : Mo, l'Ami du Grand Large ou Petit Pied, le dinosaure 9 : Voyage à Grande Vallée au Québec (The Land Before Time IX: Journey to Big Water) est un film d'animation américain réalisé par Charles Grosvenor et sorti directement en vidéo en 2002. C'est le neuvième film de la saga Le Petit Dinosaure.

## Synopsis
Après que des fortes pluies se sont abattues sur la Grande Vallée et qu'une nouvelle mystérieuse mer s'est formée, Petit-Pied part explorer les merveilles de la Grande Vallée. Sur sa route, il fait la connaissance de Mo, un ichthyosaure très joueur et farceur qui devient vite son ami.
Mais Mo s'est perdu en chemin et ne peut plus rejoindre le Grand Large. Petit-Pied et ses courageux amis dinosaures vont alors secourir leur nouvel ami et surmonter tous les obstacles dans cette fabuleuse aventure.

## Fiche technique
- Titre original : The Land Before Time IX : Journey to Big Water
- Titre français : Le Petit Dinosaure 9 : Mo l'Ami du Grand Large
- Titre québécois : Petit-Pied, le dinosaure 9 : Voyage à Grande Vallée
- Réalisation : Charles Grosvenor
- Scénario : Dev Ross
- Musique : Michael Tavera et James Horner
- Production : Charles Grosvenor
- Sociétés de production : Universal Studio Homes Video et Universal Cartoon Studios
- Pays d'origine : États-Unis
- Format : Couleurs - 1,33:1 - Dolby Digital
- Genre : Animation
- Durée : 75 minutes
- Date de sortie :  États-Unis : 10 Décembre 2002 ;  France : 01 Janvier 2003

## Distribution

### Voix originales
- Thomas Dekker : Petit-Pied
- Anndi McAfee : Céra
- Aria Noelle Curzon : Becky
- Jeff Bennett : Pétrie
- Rob Paulsen : Pointu, Mo
- Kenneth Mars : Grand-Père
- Miriam Flynn : Grand-Mère, Maman Diplodocus
- Tress MacNeille : Mère de Becky, Mère de Pétrie
- John Ingle : Narrateur, Père de Céra

### Voix françaises
- Stéphanie Lafforgue : Petit-Pied
- Kelly Marot : Céra
- Caroline Combes : Becky
- Roger Carel : Pétrie
- Patrice Schneider : Pétrie (chant)
- Jérémy Prévost : Mo
- Pierre Baton : Grand-Père
- Frédérique Tirmont : Grand-Mère
- Bernard Métraux : le père de Céra
- Danièle Hazan : la mère de Pétrie / la mère de Becky / Madame
- Yves-Marie Maurin : le narrateur